# Mekdes Bekele
Pour les articles homonymes, voir Bekele et Tadese.
Mekdes Bekele Tadese, née le 20 janvier 1987 à Addis-Abeba, est une athlète éthiopienne. 

## Carrière
Mekdes Bekele est médaillée de bronze du 3 000 mètres steeple aux Championnats du monde juniors d'athlétisme 2006 à Pékin. Elle est médaillée d'argent de cette même épreuve aux Jeux africains de 2007 à Alger et aux Championnats d'Afrique d'athlétisme 2008 à Addis-Abeba. Elle est éliminée en séries du 3 000 mètres steeple féminin aux Jeux olympiques d'été de 2008 à Pékin.